# Xã Caernarvon, Quận Berks, Pennsylvania
Xã Caernarvon (tiếng Anh: Caernarvon Township) là một xã thuộc quận Berks, tiểu bang Pennsylvania, Hoa Kỳ. Năm 2010, dân số của xã này là 4.006 người.